# Al Thani

Das Wappen Katars

Die Familie Al Thani (arabisch آل ثاني, DMG Āl Ṯānī) ist die Herrscherfamilie im Emirat Katar.

## Die Familie

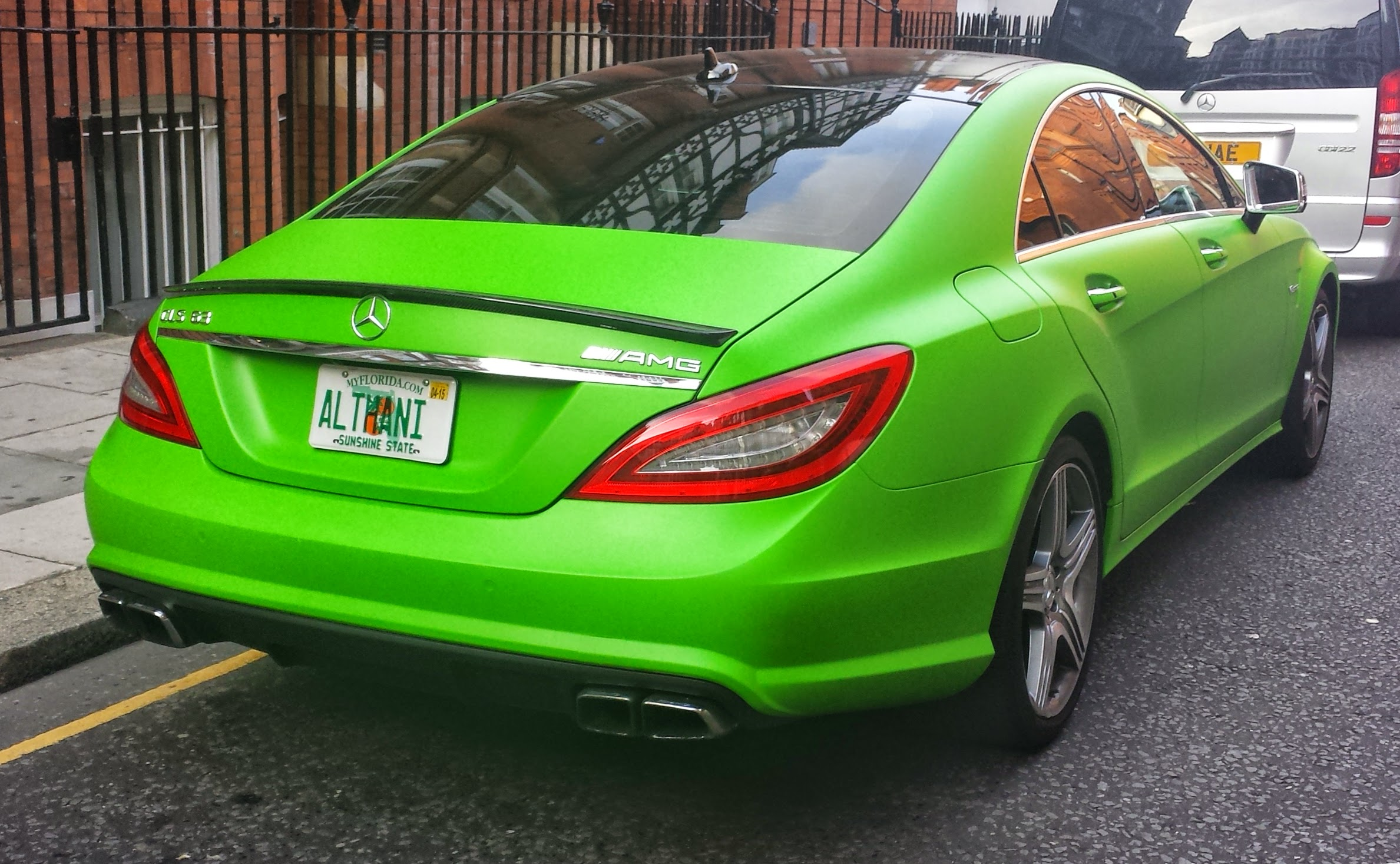
Wunschkennzeichen ALTHANI eines Familienmitglieds in London

Siehe auch: Liste der Emire von Katar
Die Familie besteht aus vier Hauptfraktionen: Bani Qasim, Bani Ahmad, Bani Jaber und Bani Thamer. Anfang der 1990er Jahre wurde die Zahl der Familienmitglieder auf etwa 20.000 geschätzt.
Bekannte lebende Familienmitglieder sind unter anderem:
- Abdullah bin Chalifa (* 1959), ehemaliger Premierminister
- Hamad bin Jassim (* 1959), ehemaliger Premierminister
- Abdullah bin Nasser (* 1963), ehemaliger Premierminister
- Chalid bin Chalifa (* 1968), ehemaliger Premierminister
- Alia bint Ahmed (* 1974), Diplomatin
- Jassim bin Hamad (* 1978), ehemaliger Thronfolger
- Mohammed bin Abdulrahman (* 1980), Premierminister
- Ali bin Chalid (* 1982), Springreiter
- Al-Mayasa bint Hamad (* 1983), Vorsitzende der Museumsbehörde
- Mischʿal bin Hamad, Diplomat

## Geschichte

### Scheich Mohammed bin Thani
Im Jahr 1848 kam die Familie Āl Thani aus Fuwairit nach Doha, angeführt von Scheich Mohammed bin Thani, der in Fuwairit geboren wurde. Nach dem Tod seines Vaters Thani bin Muhammad wurde er zum Anführer seines Clans in Fuwayrit. Schließlich weitete Scheich Muhammad bin Thani seinen Einfluss auf ganz Katar aus und stärkte seine Position nach außen, indem er sich mit Faisal ibn Turki Al Saud, dem Emir des Zweiten Saudi-Arabiens, verbündete Staat, der Katar Anfang 1851 besuchte. In den frühen 1860er Jahren entwickelte sich Scheich Mohammed bin Thani zur wichtigsten Persönlichkeit, nicht nur in Katar, sondern auf der gesamten Arabischen Halbinsel.
Am 12. September 1868 unterzeichnete er einen Vertrag mit Oberst Lewis Pelly, dem in der Golfregion ansässigen Briten, in dem die Unabhängigkeit Katars anerkannt wurde. 1871 bat er die Osmanen in al-Ahsa, ihn zu schützen. Aufgrund seines fortgeschrittenen Alters übergab er 1876 die Verwaltungsverantwortung an seinen Sohn, Scheich Jassim bin Muhammad bin Thani, und Scheich Mohammed bin Thani starb 1879.

### Jassim bin Mohammed bin Thani
Scheich Jassim bin Mohammed bin Thani wurde um 1825 geboren, übernahm er im Jahr 1876 die volle Verantwortung in Katar und gilt als der wahre Gründer des Staates Katar. Er arbeitete als Stellvertreter seines Vaters, des Herrschers von Katar, Scheich Mohammed, was ihm große politische Erfahrung und Kenntnisse verschaffte. Jassim arbeitete auch an der Vereinigung Katars und seiner Unabhängigkeit. Während seiner Regierungszeit expandierten die Geschäfte des Landes, die Perlenfischerei wurde aktiv und es wurde zu einem kommerziellen Seehafen für den Export und die Verteilung von Waren. Die Bevölkerung wuchs, die Geschäfte vervielfachten sich, das Land wuchs und die Urbanisierung nahm zu. Als die osmanischen Streitkräfte 1871 in al-Ahsa einmarschierten, bat er die Osmanen in al-Ahsa, ihn vor jeglichen Angriffen zu schützen. Aufgrund der Aggression von außen ernannte ihn der Gouverneur Medhat Pascha zum Gouverneur von Katar, nachdem große Truppen zum Schutz nach Katar vorrückten. Großbritannien wurde dadurch verunsichert, was in einen fast dauerhaften Konflikt gipfelte und die Streitkräfte von Scheich Jassim daran hinderte, nach Süden in Richtung der Küste von Oman vorzudringen.
Die Versuche der Osmanen, ihre Macht in Katar durch die Ernennung osmanischer Beamter und Verwalter in mehreren katarischen Städten sowie durch die Einrichtung einer Zollstelle in Doha und die Stärkung der osmanischen Garnison in Doha zu vergrößern, führten zum Ausbruch des Krieges mit Scheich Jassim im März 1893 in al-Wadschba, 15 km westlich von Doha.
Scheich Jassim und seine Streitkräfte konnten die Osmanen in der Schlacht von al-Wadschba besiegen.

### Āl Thani und die Muslimbruderschaft
Mitte der fünfziger Jahre führten der politische Druck und die Verhaftungen, die das Nasserregime auf die Muslimbruderschaft ausübte, zur Auswanderung der Mitglieder der MB in viele Länder der Welt, darunter auch nach Katar. Unter ihnen waren Abd al-Badie Saqr, Yusuf al-Qaradawi, Abd al-Moiz Abd al-Sattar und Ahmed al-Assal. Diese konnten gute Beziehungen zur Herrscherfamilie in Katar aufbauen und genießen deren Vertrauen. Al-Qaradawi trug zur Gründung des Sharia College in Katar und zur Entwicklung seiner Lehrpläne bei. Die Muslimbrüder formulierten auch Lehrpläne für die Bildung in Katar.
1973 reisten mehrere katarische Studenten, darunter Jassim Al-Sultan, nach Ägypten. Diese Studenten gründeten später in Katar die Muslimbruderschaft, die sich jedoch 1999 schnell auflöste.